# Esperanza Zambrano
Esperanza Zambrano (n. Dolores Hidalgo, Guanajuato; 14 de noviembre de 1901 - f. Ciudad de México; 4 de junio de 1992), fue una poeta mexicana. 

## Trayectoria
Autora de una breve obra poética, que dio a conocer en ediciones limitadas. Toda su obra se caracteriza por el manejo de recursos de origen modernista, como el verso alejandrino, la búsqueda de la sonoridad, la sensualidad decadentista y la experimentación en las formas estróficas; además, su manera de adjetivar recuerda la de López Velarde. 
La inquietud joyante, su primer libro, constituyó una sorpresa en el panorama de la poesía mexicana, pues nunca antes una mujer se había referido de manera directa a su intimidad y a sus deseos amorosos. Esta línea la continúa su siguiente libro, Los ritmos de los secretos, aunque se acentúa aún más el sentimiento de intimidad. En Canciones del amor perfecto su lírica se vuelve exaltación del amor matrimonial y de la felicidad que provoca la maternidad. Con Retablos del viejo Guanajuato se interesa por la poesía popular y regional, mientras que Fuga de estío marca su regreso a la poesía intimista, aunque con un tono de serenidad y resignación ante la vejez y el desamor.
Fue asesora y directora de la Unión Panamericana y de Publicaciones de la Comisión Interamericana de Mujeres de la OEA. Miembro de la Legión de Honor Mexicana; fundadora y presidenta del Ateneo Mexicano de Mujeres. Obtuvo el premio Palmas Académicas 1945 y la Medalla de Reconocimiento 1946, en Francia; la Condecoración Juan Pablo Duarte de la República Dominicana y la Medalla al Mérito del Gobierno de Guanajuato 1963.